# Free Soil
Free Soil es una villa ubicada en el condado de Mason en el estado estadounidense de Míchigan. En el Censo de 2010 tenía una población de 144 habitantes y una densidad poblacional de 53,61 personas por km².

## Geografía
Free Soil se encuentra ubicada en las coordenadas 44°6′26″N 86°12′40″O / 44.10722, -86.21111. Según la Oficina del Censo de los Estados Unidos, Free Soil tiene una superficie total de 2.69 km², de la cual 2.69 km² corresponden a tierra firme y (0%) 0 km² es agua.

## Demografía
Según el censo de 2010, había 144 personas residiendo en Free Soil. La densidad de población era de 53,61 hab./km². De los 144 habitantes, Free Soil estaba compuesto por el 95.83% blancos, el 1.39% eran afroamericanos, el 2.78% eran amerindios, el 0% eran asiáticos, el 0% eran isleños del Pacífico, el 0% eran de otras razas y el 0% pertenecían a dos o más razas. Del total de la población el 0% eran hispanos o latinos de cualquier raza.